# Mecseknádasd
Mecseknádasd – wieś i gmina w południowej części Węgier, w pobliżu miasta Pécsvárad.
Administracyjnie Mecseknádasd należy do powiatu Pécsvárad, wchodzącego w skład komitatu Baranya i jest jedną z 19 gmin tego powiatu.

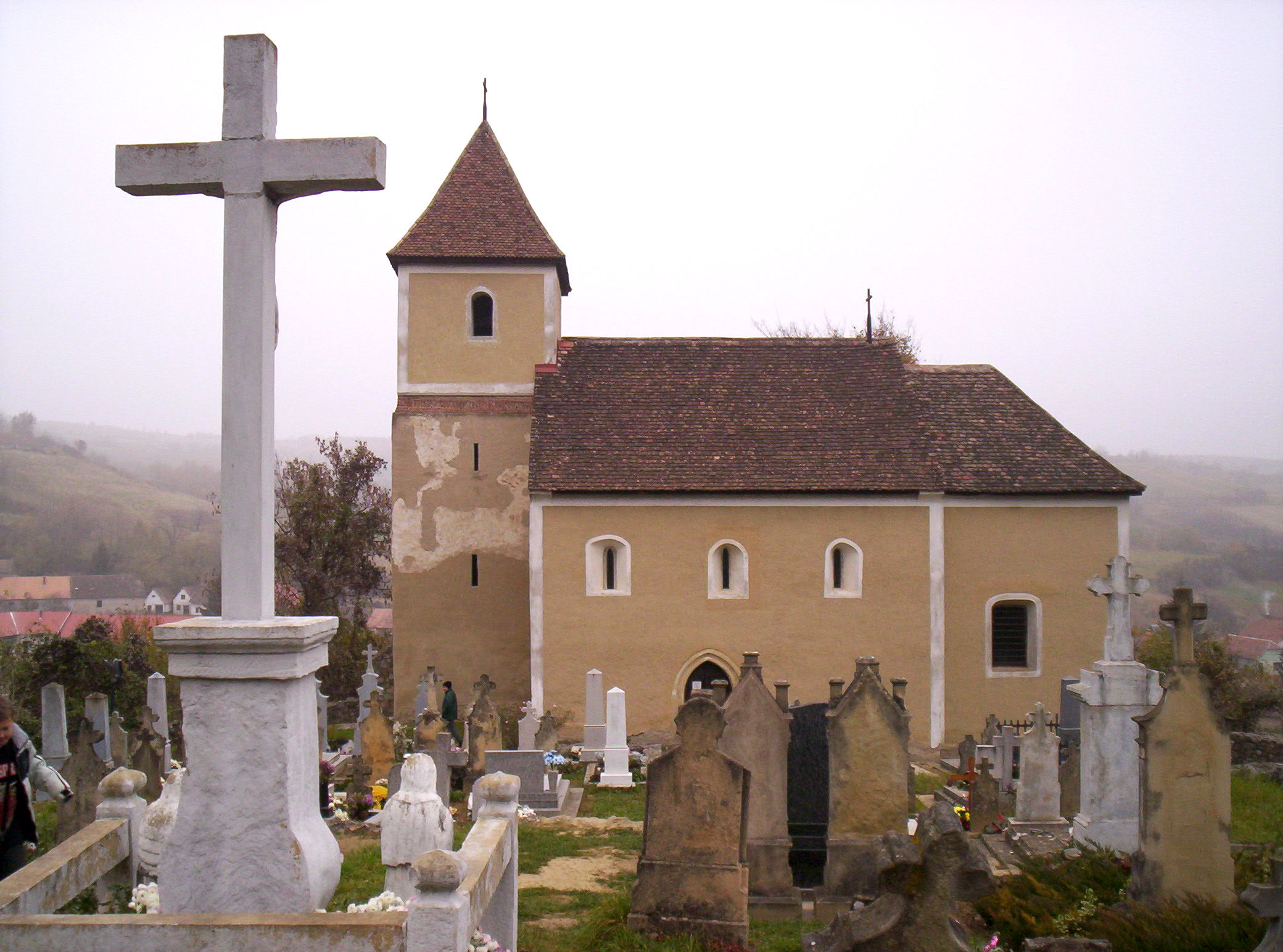
Kaplica pw. św. Szczepana w Mecseknádasd
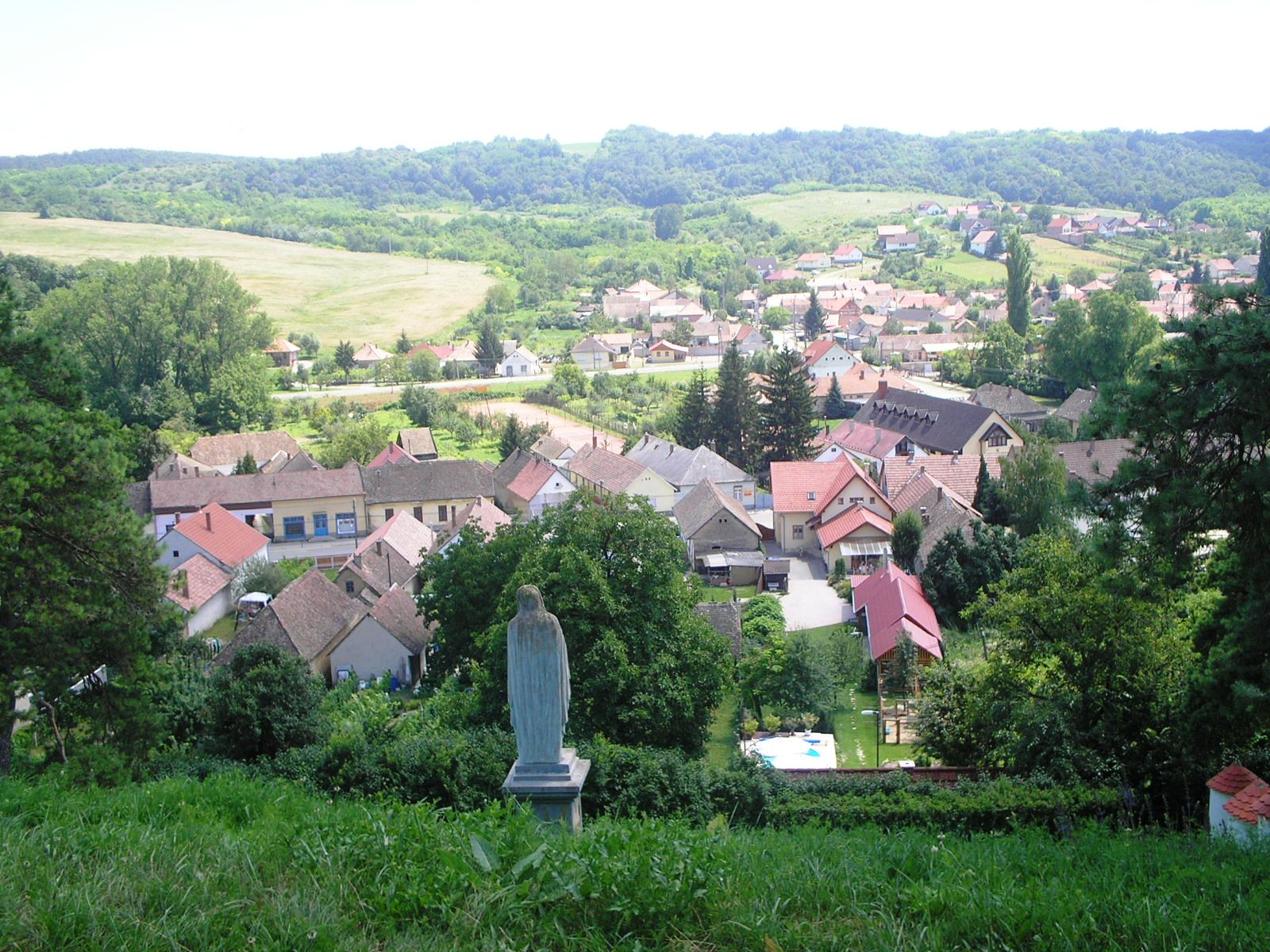
Zdjęcie wsi ze wzgórza
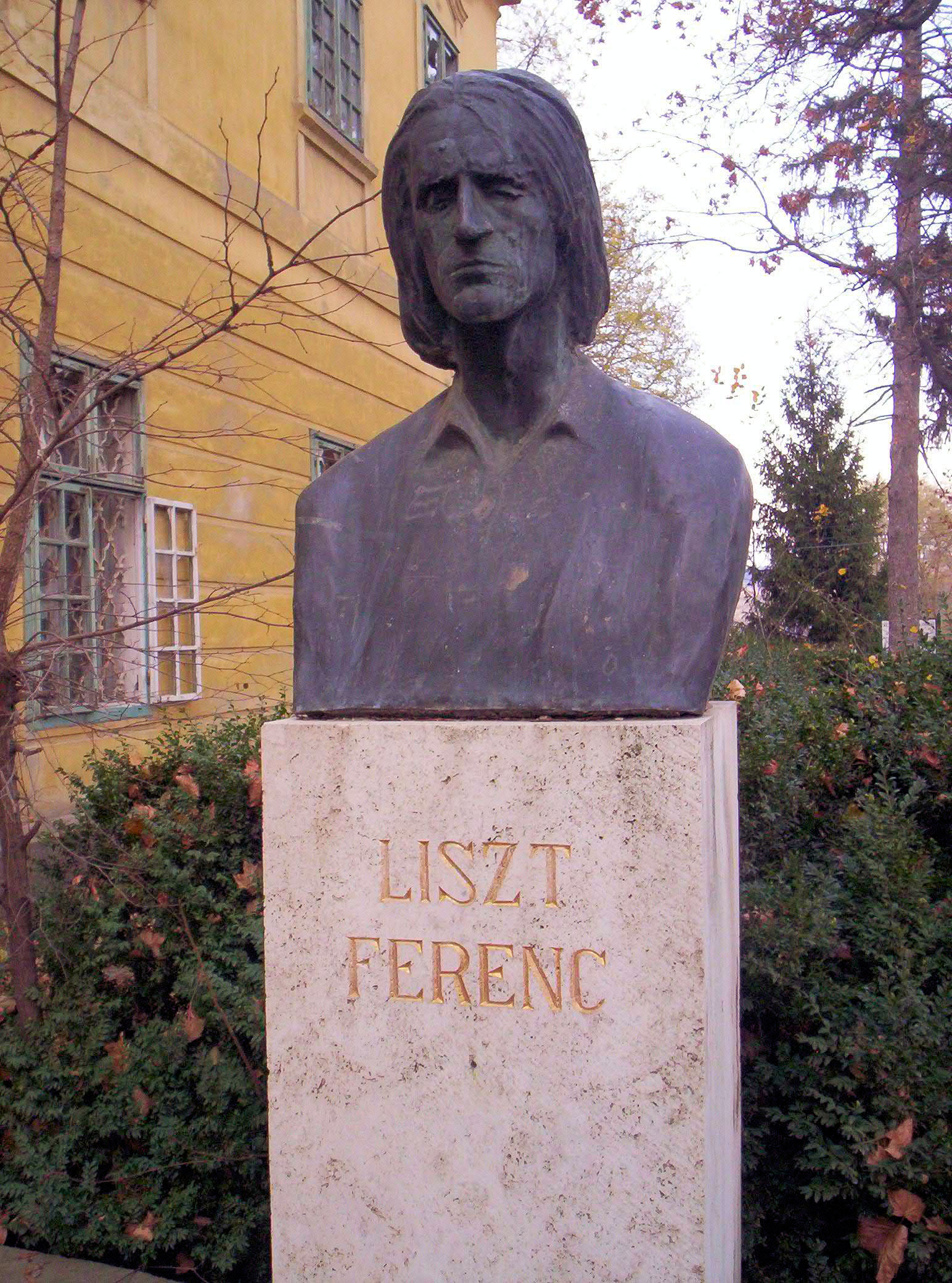
Popiersie węgierskiego kompozytora Ferenca Liszta
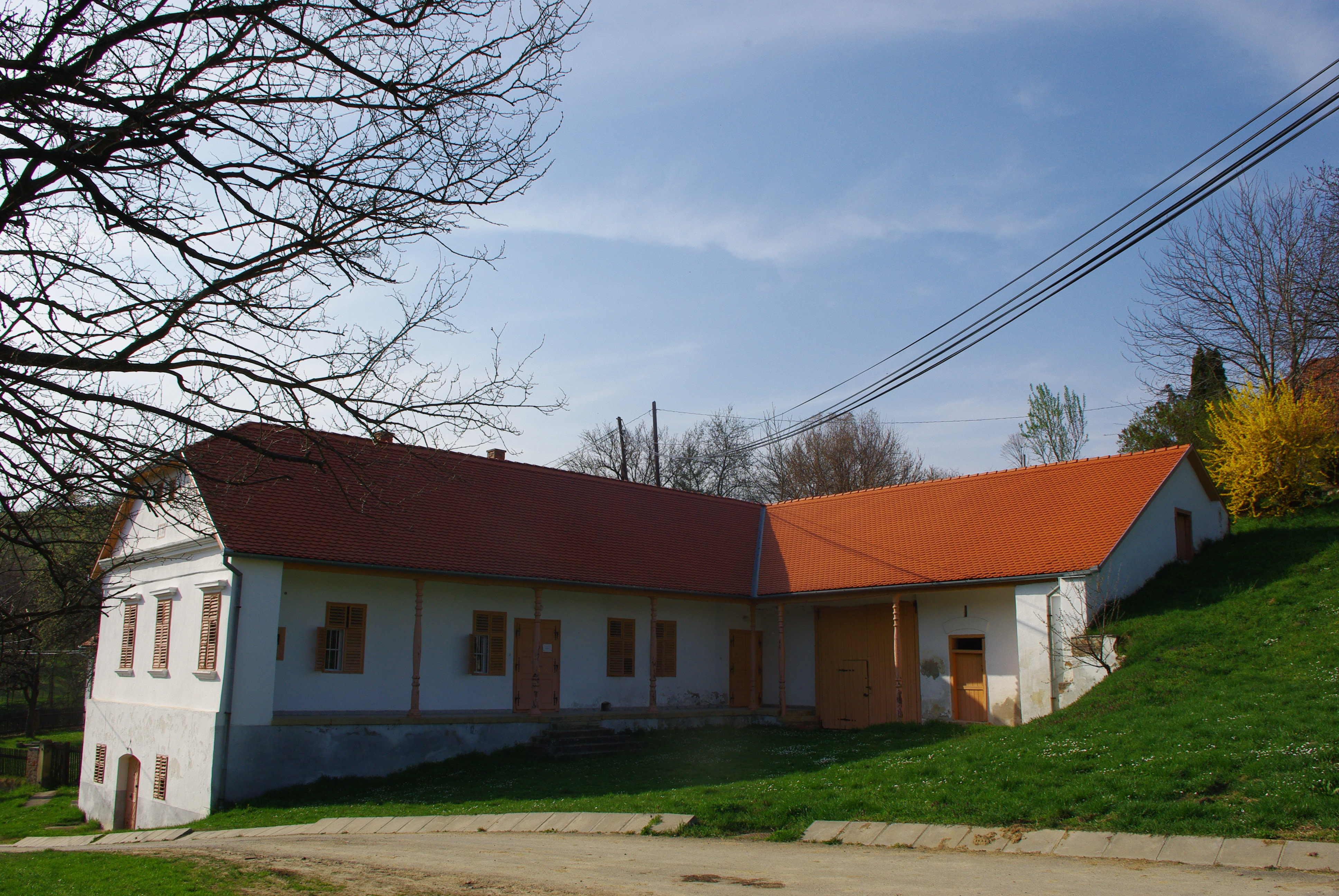
Miejscowa zabudowa
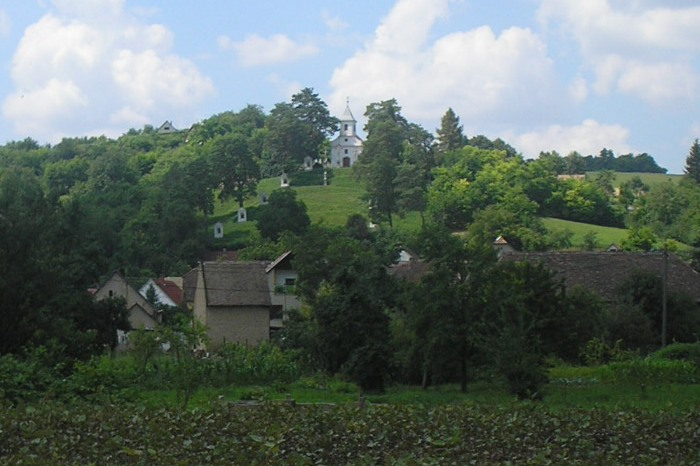
Kaplica na wzgórzu (zdjęcie z głównej drogi)